# Elezioni generali in Botswana del 1989
Le elezioni generali in Botswana del 1989 si tennero il 7 ottobre per il rinnovo dell'Assemblea nazionale.

## Risultati
| Liste                              | Voti    | %     | Seggi |
| ---------------------------------- | ------- | ----- | ----- |
| Partito Democratico del Botswana   | 162.277 | 64,78 | 31    |
| Fronte Nazionale del Botswana      | 67.513  | 26,95 | 3     |
| Partito Popolare del Botswana      | 10.891  | 4,34  | -     |
| Partito Indipendente del Botswana  | 6.209   | 2,48  | -     |
| Unione Progressista del Botswana   | 2.186   | 0,87  | -     |
| Partito della Libertà del Botswana | 1.363   | 0,54  | -     |
| Partito Liberale del Botswana      | 48      | 0,02  | -     |
| Deputati eletti indirettamente     | -       | -     | 4     |
| Totale                             | 250.487 |       | 38    |